# Reshma Saujani
 (janvier 2022).
La mise en forme du texte ne suit pas les recommandations de Wikipédia : il faut le « wikifier ».
Les points d'amélioration suivants sont les cas les plus fréquents. Le détail des points à revoir est peut-être précisé sur la page de discussion.
- Les titres sont pré-formatés par le logiciel. Ils ne sont ni en capitales, ni en gras.
- Le texte ne doit pas être écrit en capitales (les noms de famille non plus), ni en gras, ni en italique, ni en « petit »…
- Le gras n'est utilisé que pour surligner le titre de l'article dans l'introduction, une seule fois.
- L'italique est rarement utilisé : mots en langue étrangère, titres d'œuvres, noms de bateaux, etc.
- Les citations ne sont pas en italique mais en corps de texte normal. Elles sont entourées par des guillemets français : « et ».
- Les listes à puces sont à éviter, des paragraphes rédigés étant largement préférés. Les tableaux sont à réserver à la présentation de données structurées (résultats, etc.).
- Les appels de note de bas de page (petits chiffres en exposant, introduits par l'outil «  Source ») sont à placer entre la fin de phrase et le point final[comme ça].
- Les liens internes (vers d'autres articles de Wikipédia) sont à choisir avec parcimonie. Créez des liens vers des articles approfondissant le sujet. Les termes génériques sans rapport avec le sujet sont à éviter, ainsi que les répétitions de liens vers un même terme.
- Les liens externes sont à placer uniquement dans une section « Liens externes », à la fin de l'article. Ces liens sont à choisir avec parcimonie suivant les règles définies. Si un lien sert de source à l'article, son insertion dans le texte est à faire par les notes de bas de page.
- La présentation des références doit suivre les conventions bibliographiques. Il est recommandé d'utiliser les modèles {{Ouvrage}}, {{Chapitre}}, {{Article}}, {{Lien web}} et/ou {{Bibliographie}}. Le mode d'édition visuel peut mettre en forme automatiquement les références.
- Insérer une infobox (cadre d'informations à droite) n'est pas obligatoire pour parachever la mise en page.

Pour une aide détaillée, merci de consulter Aide:Wikification.
Si vous pensez que ces points ont été résolus, vous pouvez retirer ce bandeau et améliorer la mise en forme d'un autre article.
Reshma Saujani, née le 18 novembre 1975 est une avocate, femme politique, fonctionnaire américaine et la fondatrice de l'organisation à but non lucratif Girls Who Code, qui vise à augmenter le nombre de femmes en informatique et à réduire la différence d'emploi entre les sexes dans ce domaine. Elle a travaillé au sein du gouvernement de la ville en tant qu'avocate publique adjointe au bureau de l'avocat public de la ville de New York. Après la création de Girls Who Code en 2012, Saujani figurait sur la liste 40 Under 40 de Fortune.

## Débuts et éducation
Saujani est née dans l'Illinois. Elle est d'origine indienne gujarati,,. Les parents de Saujani vivaient en Ouganda, avant d'être expulsés avec d'autres personnes d'origine indienne au début des années 1970 par Idi Amin,. Ils s'installent à Chicago.
Saujani a fréquenté l'Université de l'Illinois à Urbana-Champaign, où elle a obtenu son diplôme en 1997 avec une spécialisation en sciences politiques et en communication vocale. Elle a fréquenté John F. Kennedy School of Government de l'Université de Harvard, où elle a obtenu une maîtrise en politique publique en 1999, et Yale Law School, où elle a obtenu son Juris Doctor en 2002.

## Carrière

### Industrie financière
Saujani a travaillé au cabinet d'avocats Davis Polk & Wardwell LLP, où elle a défendu des cas de fraude en valeurs mobilières, et a géré à titre gracieux des cas d'asile. En 2005, elle rejoint la société d'investissement Carret Asset Management. Après que Saujani ait quitté Carret, son principal propriétaire, le financier Hassan Nemazee, a été reconnu coupable de crime lié à une fraude bancaire menée au cours de plusieurs années à Carret, y compris pendant le séjour de Saujani à Carret; elle a ensuite déclaré aux médias qu'elle n'avait eu connaissance d'aucune conduite illicite à Carret,. Par la suite, elle rejoint Blue Wave Partners Management, filiale du groupe Carlyle, la société mondiale de gestion d'actifs alternatifs spécialisée dans le capital investissement. Elle a été avocate générale associée chez Blue Wave, un fonds spéculatif multi-stratégies en actions ; il a été fermé à la suite de l'effondrement du marché en 2008. Juste avant de se présenter au Congrès, Saujani était avocat général adjoint chez Fortress Investment Group. En 2012, Saujani fonde Girls Who Code, une organisation à but non lucratif qui travaille à combler l'écart entre les sexes dans la technologie. En 2015, elle a perçu un salaire de 224 913 $ auprès de l'organisation, selon les documents de l'Internal Revenue Service.

### Politique
Saujani a fondé South Asians for Kerry lors de l'élection présidentielle américaine de 2004.
Saujani a siégé au National Finance Board pour Hillary Clinton lors de la campagne présidentielle de Clinton en 2008. Après les primaires, elle a été nommée vice-présidente de la délégation de New York à la Convention nationale démocrate de 2008 à Denver.
Saujani a également contribué au Huffington Post et au WNYC.
Elle a été présentée sur NY1, MSNBC, FOX et CNBC.
En septembre 2011, elle a été nommée l'une des 40 under 40 de City & State pour être une jeune membre influente de la politique de New York.

#### Élection à la Chambre de 2010
Saujani a défié la représentante démocrate sortante Carolyn Maloney lors des élections à la Chambre de 2010. Le travail antérieur de Saujani et ses liens avec les entreprises de Wall Street étaient considérés comme un handicap pour sa crédibilité et son acceptation par les électeurs primaires démocrates. Saujani a obtenu le soutien de Jack Dorsey, cofondateur et président de Twitter ; Randi Zuckerberg, directrice du développement du marché pour Facebook et sœur de Mark Zuckerberg, son cofondateur ; Alexis Maybank, cofondateur de Gilt Groupe ;  et Chris Hughes, cofondateur de Facebook. Saujani a devancé Maloney par une marge de près de 2 contre 1 au dernier trimestre de 2009 ; lorsque Maloney avait cessé de collecter des fonds après la mort de son mari, Clifton Maloney, décédé subitement en septembre lors d'une expédition d'alpinisme en l'Himalaya. La candidature de Saujani a reçu le soutien d'importants collecteurs de fonds politiques de l'Upper East Side, dont Cathy Lasry, Maureen White et le mari de White, le financier Steven Rattner.
Un sondage commandé au printemps 2010 par la campagne Maloney a montré que Saujani suivait Maloney de plus de 68 points. Le même sondage a révélé que Maloney détenait une note favorable de 86%. La campagne de Saujani a envoyé un dépliant aux électeurs impliquant Maloney comme l'un des huit membres de la Chambre enquêtés pour avoir reçu des dons d'intérêts particuliers. Maloney a remporté la primaire en obtenant 81 % des voix contre 19 % pour Saujani, remportant les parties de Manhattan, Queens et Roosevelt Island du district dans tous les domaines par des marges décisives. Saujani a reçu 6 231 votes, malgré les dépenses de sa campagne de 1,3 million de dollars, dépensant plus de 213 $ pour chaque vote qu'elle a reçu.
La campagne politique de Saujani a été la première à utiliser des outils technologiques tels que Square, Inc.

#### Élection du défenseur public de 2013
Saujani s'est présentée au poste d'avocat public de New York en 2013, terminant troisième de la primaire démocrate. Son directeur de campagne en 2013 était Michael Blake, qui a ensuite été membre de l'Assemblée de l'État de New York, puis s'est présenté lui-même au siège de l'avocat public en 2018,.

### Girls Who Code(Filles qui codent)
Saujani a fondé Girls Who Code en 2012 après avoir visité des écoles et pris conscience de la disparité entre les sexes dans l'informatique lors de sa campagne pour le Congrès. Saujani était conférencière à la conférence TED 2016, avec son discours axé sur l'encouragement des jeunes filles à prendre des risques et à apprendre à programmer. En février 2018, Saujani a lancé un podcast compagnon du même nom à son livre Brave, Not Perfect. Depuis son lancement, il a accueilli des invités, dont la Première dame Jill Biden, la représentante Alexandria Ocasio-Cortez et d'autres. En janvier 2021, elle a placé des annonces dans The New York Times et The Washington Post appelant l'administration Biden à soutenir l'adoption d'un « plan Marshall pour les mamans » sous la forme d'une résolution présentée par la représentante Grace Meng et à adopter une série de mesures financières et d'actions exécutives de secours au profit des mères et des femmes actives,.

## Livres
Saujani est l'auteur de Women Who Don't Wait in Line: Break the Mold, Lead the Way, publié par Houghton Mifflin Harcourt en 2013, et Girls Who Code: Learn to Code and Change the World, publié par Viking en août 2017, et Brave, Not Perfect: Fear Less, Fail More, et Live Bolder en 2018.

## Vie privée
Saujani est mariée à l'entrepreneur Nihal Mehta, qui était cofondateur de la startup de technologie publicitaire LocalResponse et est maintenant un partenaire cofondateur d'Eniac Ventures, une société de capital-risque en phase d'amorçage. Saujani est une hindoue pratiquante. Ils ont deux enfants,.